# Dachauer Aufstand
Der Dachauer Aufstand fand am Morgen des 28. April 1945 in Dachau statt. Geleitet wurde er von den ehemaligen Häftlingen des KZ Dachau Georg Scherer und Walter Neff.

## Vorgeschichte
Zum Ende des Zweiten Weltkrieges hatte sich in den letzten Apriltagen in Dachau eine bewaffnete Widerstandsgruppe gebildet. Ziel war die Beendigung des NS-Regimes in der Stadt, die Verhinderung eines sinnlosen Abwehrkampfes mit den Alliierten und nach Möglichkeit die Verhinderung der endgültigen Liquidierung beziehungsweise Evakuierung des KZ Dachau. Die von Neff und Scherer geleitete Gruppe bestand aus kurz vorher entflohenen KZ-Häftlingen, Dachauer Bürgern und Angehörigen des Volkssturms.

## Verlauf
Die Freiheitsaktion Bayern hatte am 28. April 1945 die Kontrolle über zwei Radiosender im Raum München erlangt. Sie sendete dem Volk Appelle zum Widerstand gegen die Nationalsozialisten und zum kampflosen Verhalten gegenüber den Alliierten. Von diesem Aufruf beeinflusst stürmten etwa 25 Personen das Dachauer Rathaus und entwaffneten die anwesenden Mitglieder der Gestapo, dabei kam ein NSDAP-Funktionär ums Leben. Schließlich rückten Einheiten der Waffen-SS in Dachau ein und eröffneten mit schweren Waffen das Feuer. Um elf Uhr war der Aufstand niedergeschlagen. 
Die Aufständischen zogen sich zurück, wobei es sechs Widerstandskämpfern nicht mehr gelang zu fliehen. Zwei Aufständische wurden im Kampfgeschehen erschossen und vier, darunter ein Dachauer Bürger und zwei Angehörige des Volkssturms, wurden hingerichtet. Zur Abschreckung lagen die Leichen der getöteten Widerstandskämpfer bis 17 Uhr vor dem Rathaus. Die SS zog sich nun teilweise aus der Stadt Dachau und dem Konzentrationslager zurück. Das Lager wurde am nächsten Tag befreit.

## Nachwirkungen

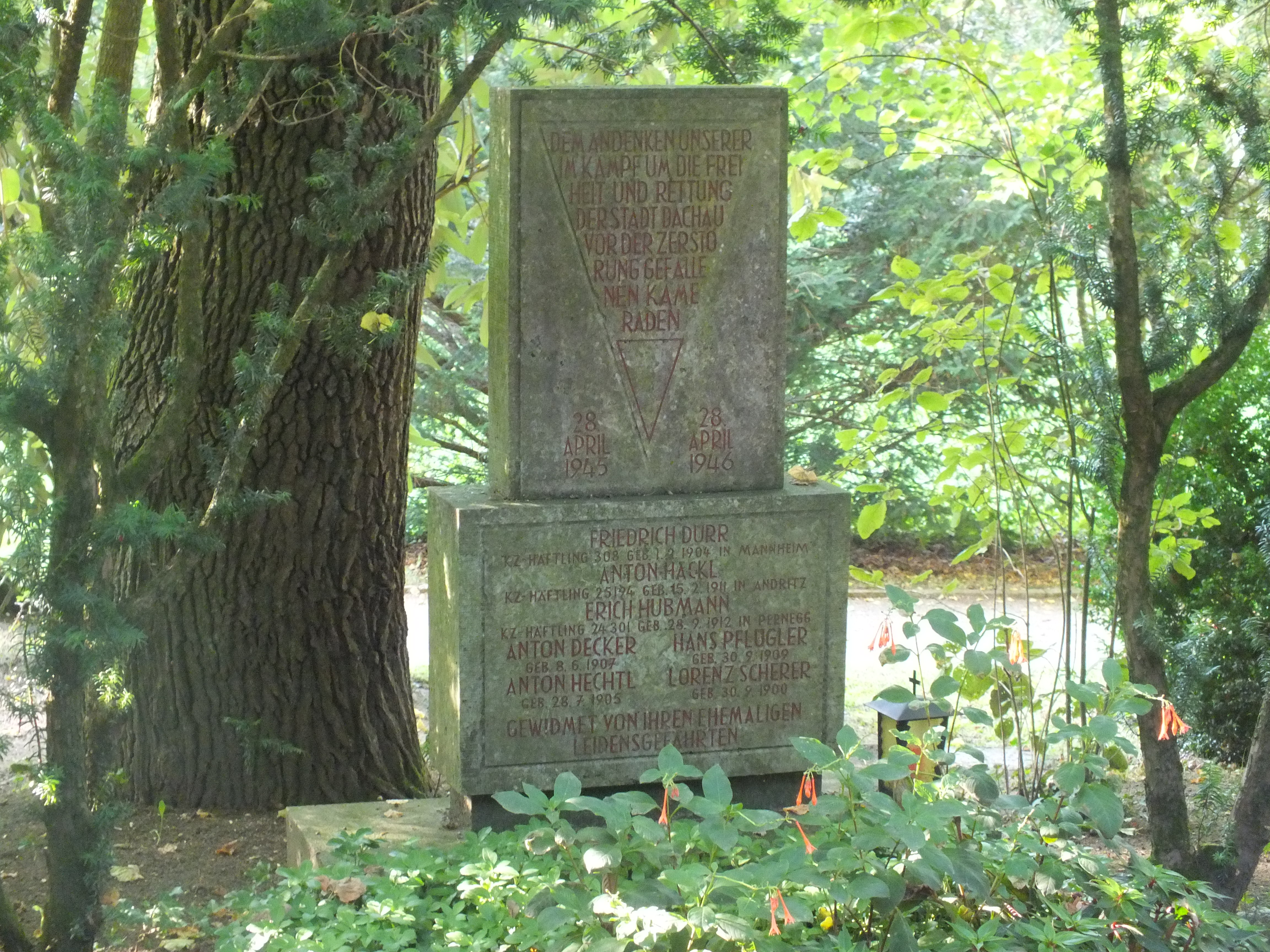
Grabstein im Waldfriedhof

Am 5. November 1946 wurden vom Dachauer Stadtrat sechs kleine Straßen in Dachau-Süd nach den ums Leben gekommenen und ermordeten Aufständischen umbenannt:
- Anton-Hackl-Straße (vormals Immelmann-Straße),
- Anton-Hechtl-Straße (vormals Scharnhorststraße),
- Erich-Hubmann-Straße (vormals Bölcke-Straße),
- Friedrich-Dürr-Straße (vormals Richthofenstraße),
- Johann-Pflügler-Straße (vormals Admiral-Scheer-Straße),
- Lorenz-Scherer-Straße (vormals Karlsfelder Straße).

Ebenfalls im November 1946 wurde der Platz an der Stadtlinde (in der heutigen Konrad-Adenauer-Straße) zum Widerstandsplatz, jedoch geriet der neue Name in den folgenden Jahren in Vergessenheit, bis 1980 ein Redakteur der Süddeutschen auf dessen Verschwinden aufmerksam wurde.
Seit dem 14. September 1947 erinnert eine Gedenktafel an der heutigen Sparkasse in der Altstadt an die Ermordeten.
Im Waldfriedhof Dachau trägt ein Grabstein die Namen der sechs Widerstandskämpfer und den eines weiteren, unbeteiligten Bürgers, der damals zufällig am Ort des Aufstands vorbeikam und der daraufhin ebenfalls von der SS erschossen wurde.
Im Sommer 2015 fand eine Ausstellung zum Aufstand auf dem Dachauer Rathausplatz statt.